# Agrostis tricholemma
Agrostis tricholemma é uma espécie de gramínea do gênero Agrostis, pertencente à família Poaceae.